# Romabenna praetor
Espèce
Synonymes
Bennaria praetor
Romabenna praetor est une espèce d'insectes hémiptères de la famille des Delphacidae, décrite par Fennah en 1956, et observée dans les îles Yap, dans l'atoll d'Ulithi et dans l'île de Fais, dans les États fédérés de Micronésie en Océanie.